# Bánkút (Nagyvisnyó)
Bánkút Nagyvisnyó településrésze, de részben Miskolc területére is átnyúlik. A Bükk-fennsík keleti részén fekvő síközpont, amely a hegység negyedik legmagasabb pontja, a Bálvány (956 tszf.) alatt található.

## Fekvése
A Bükk-fennsík északi részén található, 780-956 tengerszint feletti magasságban. Bánkút nem alkot zárt települést, állandó lakosa nincs. Nevét a Bán-patak forrásáról kapta. Közigazgatásilag Borsod-Abaúj-Zemplén és Heves vármegye határán fekszik. Ezért elsődlegesen a Bélapátfalvai, és nem a Miskolci járáshoz tartozik. A főbb házak, épületek (pl. panziók, éttermek, parkoló, síház) Heves vármegye területére esnek, míg a sípályák szinte teljes egészében Borsod-Abaúj-Zemplén vármegye területére.

### Megközelítése
A Miskolc-Dédestapolcsány közt húzódó 2513-as útból kiágazó 25 139-es számú mellékúton közelíthető meg, Miskolc-Ómassa, illetve Mályinka felől. (A térségben húzódó egyéb, a Bükki Erdőgazdaság által fenntartott utak használata engedélyköteles.) 2019-től hétvégente a 3753-as busz jár ide. Korábban telente a miskolci MVK Zrt. külön síbuszokat indított. Valamikor a Szilvásváradi Erdei Vasút egyik vonala is elért idáig, de felszedték az 1970-es években.

## Története
1930 áprilisában Pallavicini Alfonz Károly őrgróf 1045 négyszögöl területet menedékház építésének céljára 25 évi használatra átengedett a Diósgyőri Egyesületnek a bánkúti turistaház megépítésére, ami 33 000 pengőbe került, úgy, hogy Pallavicini építőanyaggal és fuvarral, a vasgyár építőanyaggal segítette az építkezést. Ennek eredményeként a házat 1930. október 26-án használatba vették, 1931 pünkösd vasárnapján pedig ünnepélyesen felavatták. A második világháború után a turistaházat bezárták, ezt követően a Bánkút Síklub vette át a területgazda szerepét, és a Borsod-Abaúj-Zemplén megyei sporthivatalok mellett mozgósította idegenforgalma koordinátorát, a Mátra-Bükki Intéző Bizottságot is fejlesztési céljainak elérése érdekében. Az összefogás eredményeként megépültek a sífelvonók, a Mályinkát és Bánkutat összekötő út, megoldódott a télisport-létesítmények energia-és ivóvíz ellátása, valamint csatornázása és szennyvíztisztítása is. A mályinkai út megépülése lehetővé tette a Bükki Nemzeti Park védett területeinek elkerülését.
A 2000-es évek elejéig a magyar télisport fellegvárának számított, de utána a fejlesztések elmaradása és a nemzeti park szigorú rendeletei miatt nem tudta tovább ezt a szerepkört betölteni. A hóágyúzás hiánya és a gyenge téli szezonok miatt a többi, jobban felszerelt magyarországi síterep elhúzott Bánkút mellett.
A 2000-es évek elején a Magyar Honvédség a Felső-Borovnyák csúcsra épített egy 3D-s NATO-lokátort.

## A sípályák

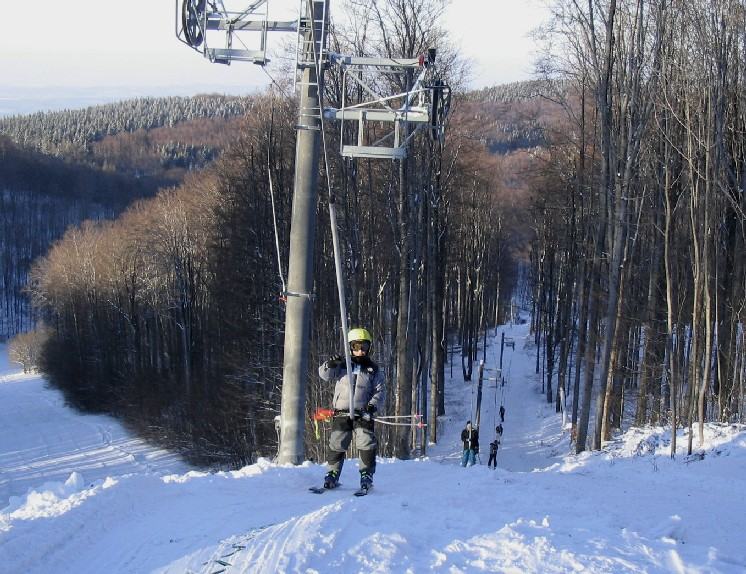
A működő sífelvonó 2006 telén

A területen nyolc sípálya található, amiket 7 felvonó szolgál ki. A felvonók tolókarosak és tárcsásak. Négy pályán esti sízésre is lehetőség van. A legnagyobb besíelhető szintkülönbség 170 méter, míg a leghosszabb pálya 1300 méteres. Összesen kb. 3 km-nyi sípályán lehet sízni.
A pályák közül négy kék, két-két piros és fekete jelzésű van. A síterep 780-930 tengerszint feletti magasságon terül el.

## Megközelítés
A miskolci SÍ jelzésű autóbusszal lehetett eljutni ide síszezon idején.